# Jurinella bella
Jurinella bella är en tvåvingeart som beskrevs av Charles Howard Curran 1947. Jurinella bella ingår i släktet Jurinella och familjen parasitflugor. Inga underarter finns listade i Catalogue of Life.